# 노키아
노키아(영어: Nokia Corporation, 핀란드어: Nokia Osakeyhtiö  노키아 오사퀴흐퇴[*])는 핀란드에 본사를 둔 글로벌 통신 네트워크 솔루션 회사이다.

## 역사
1865년에 설립되었으며, 초창기에는 종이를 만드는 제지 회사에서 출발하였다. 그 이후 케이블 회사와 고무 회사의 흡수 합병을 통하여 전자 회사로의 변신을 꾀하였고, 현재는 통신 시스템을 개발, 제조, 판매, 무역, 디지털 휴대 전화 네트워크 공급 등을 하고 있다.

## 휴대전화 사업부문
휴대전화 산업에 뛰어들어서 2011년까지는 휴대전화 분야에서 시장 점유율이 1위였지만, 스마트폰과 태블릿 PC 등 모바일 중심으로 흘러가는 휴대전화 시장을 제대로 파악하지 못해 삼성전자에 1위 자리를 내주었으며 애플과 LG전자에 추격당하던 중에 설상가상으로, 점유율이 종래의 40%대에서 23%까지 떨어졌으며, 영업 이익이 2009년 3분기 기준 4억 2,600만 유로의 적자를 기록하고 매출이 1조 유로 아래로 내려갔다.
2013년 9월 2일에 결국 노키아는 휴대전화 사업 부문을 미국의 마이크로소프트에 54억 4,000만 유로(약 7조 8,654억 원)에 매각하게 되었다. 이 과정에서 스티븐 엘롭 CEO가 마이크로소프트로 복귀하기로 하고, 리스토 실라스마 회장이 CEO로 취임하게 되었다. 해당 사업부는 마이크로소프트 모바일로 이전되었다.

## 위성지도 사업부문
자회사 히어맵은 2015년 독일의 아우디, BMW, 다임러 AG 자동차 3사 컨소시움에 약 3조 5천 800억원으로 매각하였다.

## 무선 네트워크
자회사이자 합자회사인 통신 네트워크 회사인 노키아 지멘스 네트웍스의 지멘스 지분을 인수 인계해 노키아 네트웍스를 완전히 소유하게 된 노키아는 휴대전화 사업부문과 위성지도 사업부문을 매각한 자금을 기반으로 2016년 알카텔-루슨트를 흡수 합병하였다. 노키아는 이로써 2018년 기준 화웨이 및 에릭슨과 함께 통신 장비 및 무선 네트워크 시장의 세계 3대 강자로 군림하고 있다.
노키아는 핀란드어로 담비를 뜻 한다. - lilsea@
참고문헌 [미래는 핀란드에 있다] p281 "영리한담비-노키아이야기"참조.

## 같이 보기
- 노키아 네트웍스
- 노키아 (핀란드)
- 노키안 타이어
- 욜라 (기업)
- 마이크로소프트 모바일
- HMD 글로벌